# Andreas Hamerle
Andreas Hamerle (* 25. Februar 1837 in Nauders, Tirol; † 29. März 1930 in Filippsdorf, Tschechoslowakei) war ein österreichischer Redemptorist, Theologe sowie Schriftsteller.

## Leben
Der aus Nauders in Tirol gebürtige Andreas Hamerle trat 1859 dem Redemptoristenorden bei. Nach seiner 1863 erfolgten Priesterweihe war Andreas Hamerle in der Folge als Novizenmeister, Hausoberer sowie von 1880 bis 1894 als Provinzial eingesetzt. Andreas Hamerle trat als Reformator der österreichischen Ordensprovinz, als Gründer mehrerer neuer Kirchen und Ordenskollegien sowie als Förderer Ordens- und wissenschaftlicher Studien hervor. In Wien galt sein Engagement der christlich-sozialen Bewegung. In diesem Zusammenhang ersuchte er Bürgermeister Karl Lueger, sich verstärkt den Anliegen der Arbeiter zu widmen.
Andreas Hamerle, der die Los-von-Rom-Bewegung publizistisch bekämpfte, fungierte lange Jahre als Berater Kardinal Anton Josef Gruschas. Er verfasste Predigtzyklen sowie Exerzitienkurse, darunter Religion und Brot, erschienen 1897. Andreas Hamerle gilt nach Klemens Maria Hofbauer als der bedeutendste österreichische Redemptorist.

## Weitere Publikationen
- Die katholische Kirche und die Beichte, Verlag der St. Josef-Vereins-Buchdruckerei, Klagenfurt, 1911
- Das grosse Gebot der Liebe und der Priester : Vorträge für Priester-Exerzizien, Styria, Graz, Wien, 1913
- Erwägungen über die Worte Unserer Lieben Frau für den Monat Mai,  Styria, Graz, Wien, 1917
- Die Schmerzensmutter, unsere Trösterin, Styria, Graz, Wien, 1920
- Maria und die acht Seligkeiten : Maibetrachtungen, Styria, Graz, Wien, 1920
- Herodes und sein Nachtrab : 6 Fastenpredigten und eine Karfreitagspredigt, A. Opitz, Warnsdorf, 1928
- Der heilige Klemens Maria Hofbauer, Patron der Stadt Wien, Apostel von Deutschland : Ein Lebensbild, St. Klemensheim, Taßwitz [34, Post Hödnitz-Taßwitz, Süd-Mähren], 1934